# Базиліка Святого Зенона (Верона)
Базиліка Святого Зенона (італ. Basilica di San Zeno, також відома як італ. San Zeno Maggiore або італ. San Zenone) — це мала базиліка у Вероні, Північна Італія. Частина її слави завдячує її архітектурі, а частина — традиції, за якою вважається, що саме у крипті цієї церкви відбулося одруження шекспірівських героїв Ромео і Джульєтти. Як частина старого міста Верони включена до Світової спадщини ЮНЕСКО.

## Історія
Святий Зенон помер 380 р.н. е. За легендою, на місці його поховання вздовж Віа Галліка перша маленька церква буда зведена вже Теодоріхом Великим, королем Остготів. Зведення сучасної базиліки та монастиря поруч почалося у 9-му сторіччі, коли єпископ Ратольдус та король Піпін Італійський були присутні на перенесенні реліквій святих у нову церкву. Ця будівля була сильно пошкоджена або знищена угорським вторгненням на початку 10-го сторіччя, і тоді мощі Зенона були перевезені до собору Санта Марія Матріколаре, а 21 травня 921 року вони були повернуті на початкове місце у крипті сучасної церкви. 967 року нова будівля у романському стилі була збудована єпископом Ратеріусом під патронажем імператора Священної Римської Імперії Оттона I Великого.
3 січня 1117 року церква та більшість міста були пошкоджені землетрусом; церква була відбудована та розширена 1138 року. Роботи над церквою були завершені 1398 року реконструкцією даху та готичної апсиди.

## Екстер'єр

### Фасад
Церква Святого Зенона слугувала моделлю для всіх наступних романських церков Верони. Збудований з кремового вулканічного туфу, фасад ділиться на три вертикальні компоненти: центральну наву, увінчану фронтоном, та два нефи зі скатним дахом. Перетини трьох частин відзначені кутовими пілястрами, що закінчуються листяними капітелями під фронтоном.
По всьому фасаду на рівні з перемичкою дверей розташована неглибока аркада здвоєних арок, розділених тонкими здвоєними колонами, ідентичними колонам розташованої вище троянди. Рожевий мармур аркад колись контрастував з сірим каменем фасаду, але тепер це майже непомітно. Фасад додатково вертикально розділений неглибокими пілястрами, які візуально проходять через колони та у фронтон.
Трикутний фронтон визначає наву і створює разючий контраст решті туфового фасаду церкви, оскільки виконаний з білого мармуру, розділеного сімома колонами з рожевого мармуру. У 1905 році на фронтоні були виявлені проекти графіті для великої сцени «Страшного суду».
Центральним елементом верхньої частини фасаду є троянда у формі Колеса Фортуни, роботи Бріолото. Це вікно є одним з найранішніх прикладів троянди у романській архітектурі, яка пізніше стане однією з характеристик готики. Зовнішня межа троянди прикрашена шістьма скульптурами, які зображують випадковості людського життя.
Портик виконаний у 12 ст. та має левів в основі колон як символ закону та віри. Кожен звід зовнішніх арок має барельєф, який зображує святого Івана Хрестителя та святого Івана Євангеліста, а над аркою вирізані Агнець та благословляюча длань Господня.
Над дверима розташований люнет зі сценами веронської історії на той час, у тому числі: «Освячення веронської комуни», «Святий Зенон топче диявола» (символ імперської влади) та «Святий Зенон приносить прапор веронцям». Під люнетом розташовані барельєфи тимпану зі сценами «Дива Зенона», які чудово зберегли свої кольори. Внутрішні та зовнішні менсули довкола арки порталу показують перебіг місяців, що перекликається з Колесом Фортуни у троянді вище по фасаду.
По обох боках від порталу розташовані 18 барельєфів 12-го ст., які зображують сцени зі Старого та Нового Заповіту, а також епізоди з життя короля Теодоріха: дуель з Одоакром та полювання на оленя, символу диявола у Легенді про Теодоріха.
Скульптури портика, самого порталу та на стіні справа від портика, які зображують сцени зі Старого Заповіту та «Втечу Теодоріха», виконані скульптором Ніколаусом та його майстернею. Сцени з Нового Заповіту та на інші історичні теми зліва від портика виконані працівником майстерні Ніколауса на ім'я Гульемус. Їх підписи можна побачити над люнетом, на задньому плані «Створення людини» та на карнизі над скульптурами зліва.
Бронзові двері декоровані 48 квадратними панелями. Невідомо, хто саме зображений на всіх панелях; серед ідентифікованих — святі апостоли Петро та Павло; святі Зенон, Олена, Матильда Каносська (яка була патроном абатства) та її чоловік Годфрі, невідомий скульптор роботи. На деяких панелях зображені три теологічні чесноти, а на восьми найменших — теми, пов'язані з музикою. Деякі з панелей були виконані саксонськими майстрами з Гільдесгайму в 11-му сторіччі, а інші — місцевими веронськими майстрами (на думкою деяких дослідників, і самим Бенедетто Антеламі).

### Дзвіниця

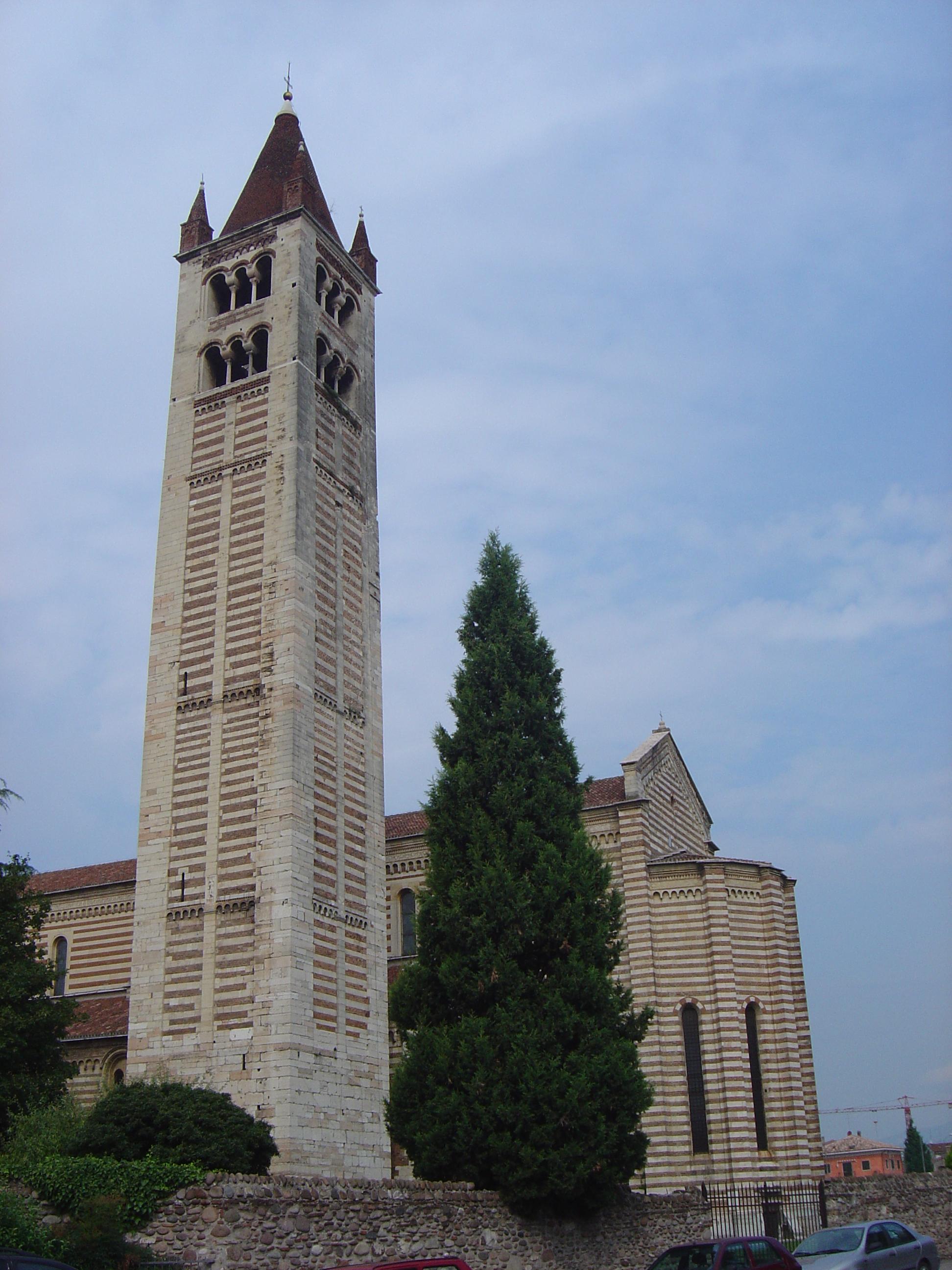
Дзвіниця базиліки

Дзвіниця церкви — окрема будівля висотою 62 метри. ЇЇ будівництво було розпочато 1045 року та закінчено 1178 року. Будівля виконана в романському стилі, як і церква, та має центральний вертикальний пояс зі смуг туфу та цегли. Дзвіниця зовні розділена на поверхи карнизами та маленькими арками з туфу, та завершується двоповерховим простором для дзвонів з вікнами, розділеними двома середниками. Вона увінчана конічним шпилем з маленькими башточками на кожній троянді. Екстер'єр прикрашений римськими скульптурами. На дзвіниці було шість дзвонів в акорді F#, вилитих 1067, 1149, 1423, 1498 та 1755 року. Чотири з них все ще дзвонять на башті. Дзвін з найвищим тоном, вилитий у 8-му сторіччі, демонструється у музеї.

## Інтер'єр

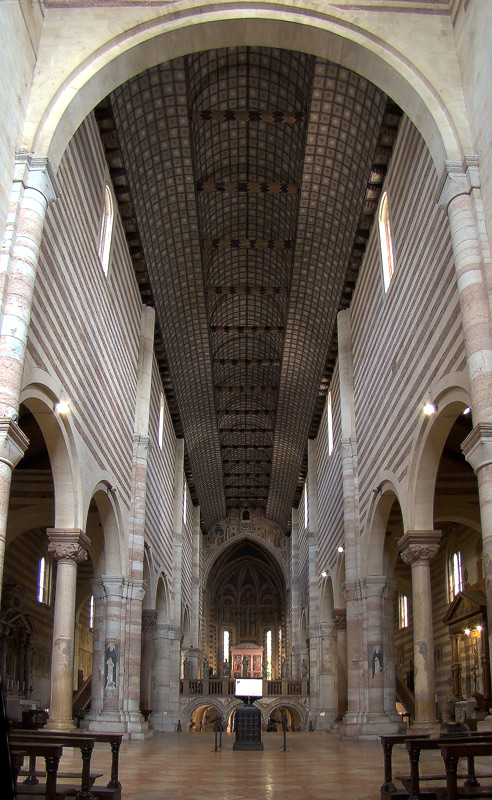
Нава з видом на крипту і пресбітерій

Інтер'єр церкви має три рівні — крипта на нижньому, власне церква та пресбітерій на подіумі.

### Крипта
З 921 року у крипті перебувають мощі Святого Зенона у саркофазі, лице закрите срібною маскою. Сама крипта має наву з вісьмома нефами, арки склепіння яких підтримуються 49 колонами, кожна зі іншим капітелем. На вхідних арках місцевий скульптор Адаміно да Сан Джорджіо вирізав химерних монстрів. Крипта реконструювалась у 13-му та 16-му сторіччях.

### Центральна церква
Центральна церква, відома як Chiesa plebana, була зведена між 1118 та 1137 роками та у плані має форму латинського хреста з навою, двома нефами та трансептом. Нефи розділені колонами з капітелями, які чергуються за формою між зооморфічними мотивами та коринфським стилем. Центральна частина орієнтована з заходу (вхід) на схід (переходить у пресбітерій та крипту).
Стіни над колонадою поліхромні. Дерев'яна стеля з арками в вигляді трилисника датується 14-м сторіччям.
Художні твори у центральній церкві включають «Розпяття» роботи Лоренцо Венеціано, порфірну чашу, яка колись належала до римських терм, восьмикутну хрестильну купіль 13-го сторіччя, вівтар роботи Франческо Торбідо та фреску з зображенням Святого Христофора 13-го ст.

### Пресбітерій
Пресбітерій піднятий на аркаді над криптою, яка таким чином видима з нави. До пресбітерію можна піднятися сходами з нефів.
У високому (головному) вівтарі розташований саркофаг святих Люпічінуса, Лючіллуса та Кресчентіануса (італ. Lupicinus, Lucillus, Crescentianus), які були веронськими єпископами. Зліва від апсиди, над входом до ризниці, висить картина «Розп'яття» роботи Школи Альтік'єро, а у маленькій боковій апсиді стоїть статуя святого Зенона 12-го сторіччя з червоного мармуру, яка є його найшанованішим зображенням у Вероні.
Найціннішим витвором мистецтва у базиліці є поліптих роботи Андреа Мантенья — відомий Вівтар Святого Зенона. Однак оригінальними є лише верхні картини вівтаря, оскільки пределли були викрадені французькими військами у 1797 році та так і не були повернені.

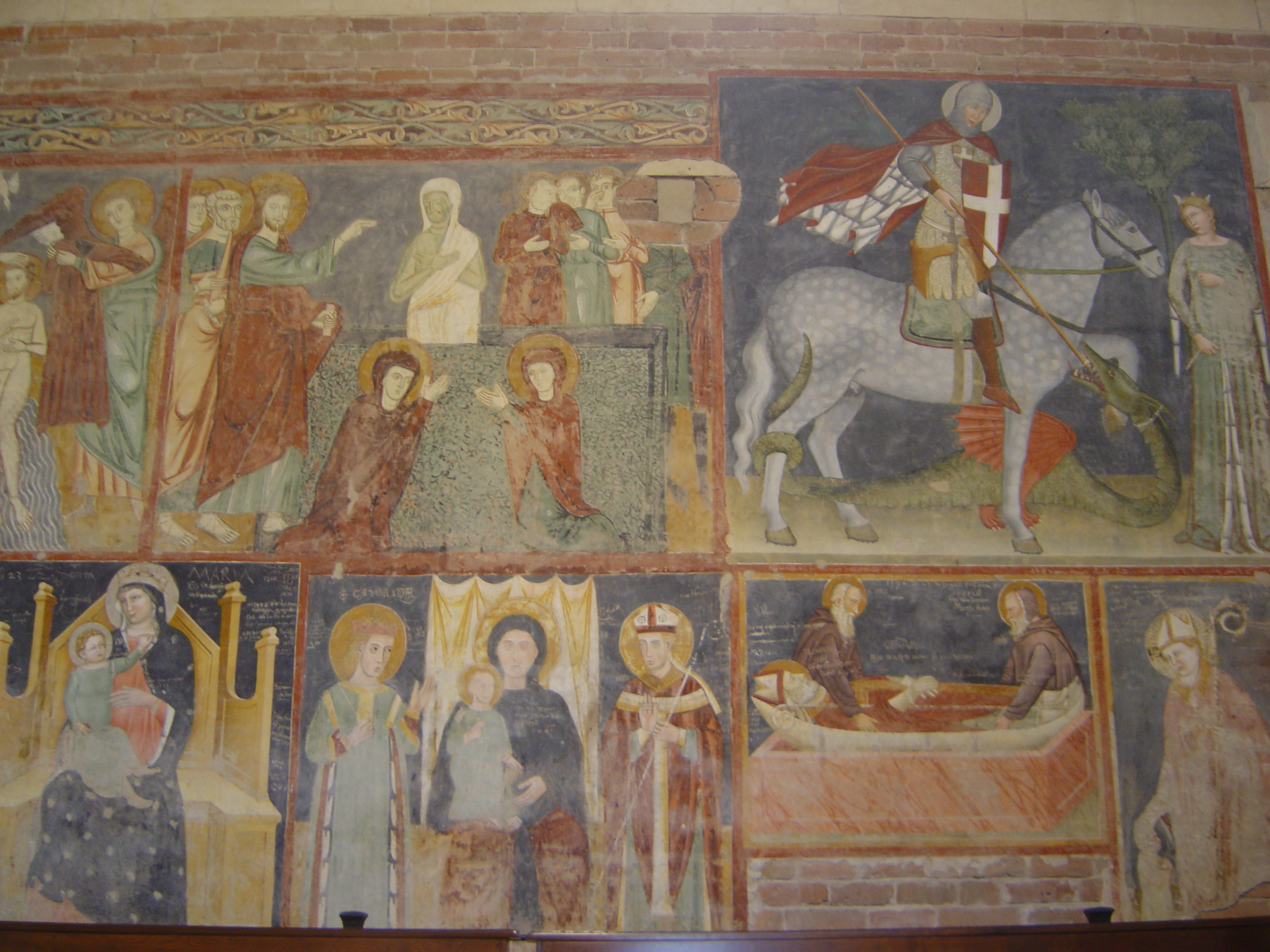
Фрески правого нефа
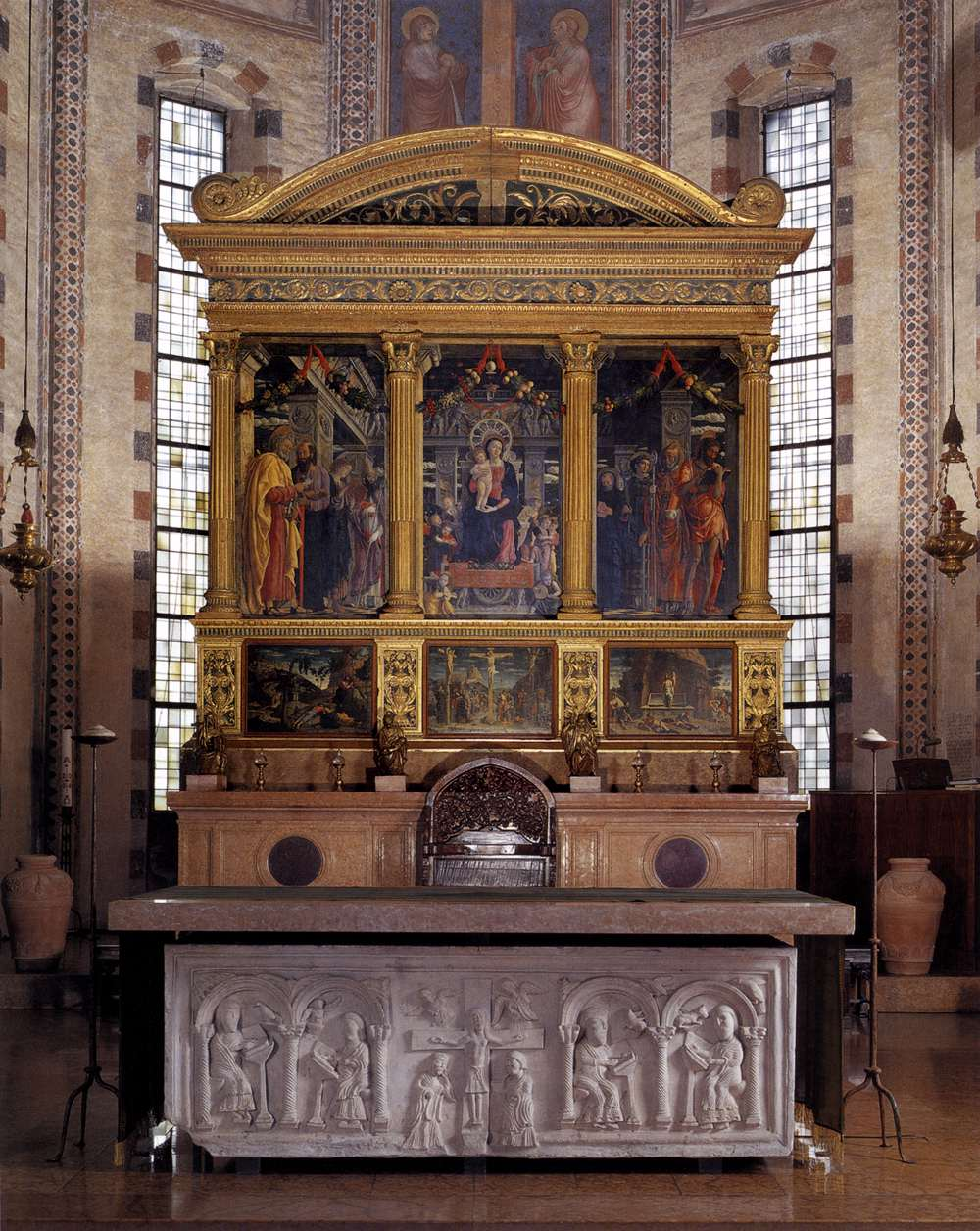
Вівтар Святого Зенона, 1459 р.
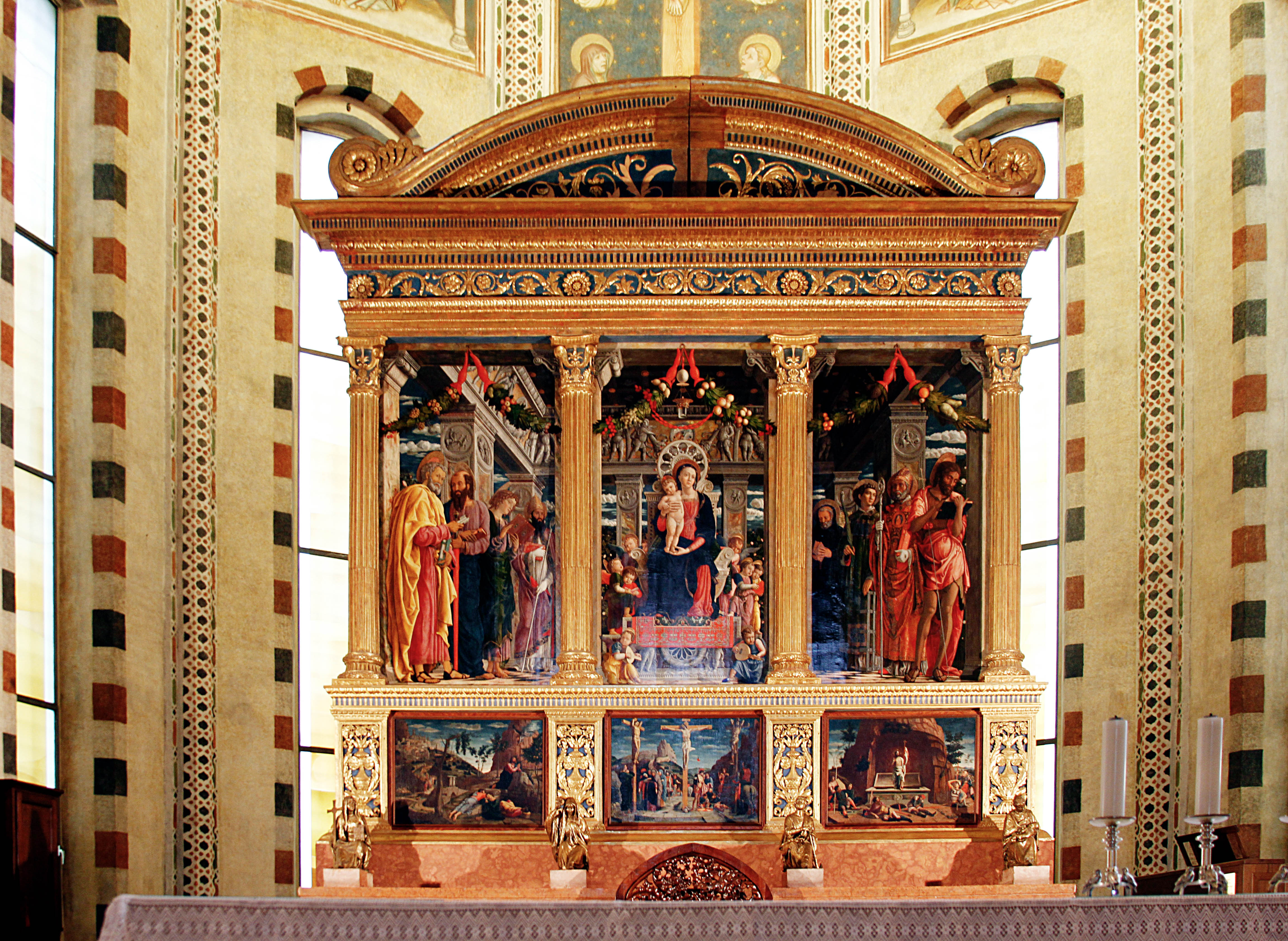
Деталь вівтаря - триптих «Мадонна на престолі з ангелами та святими»
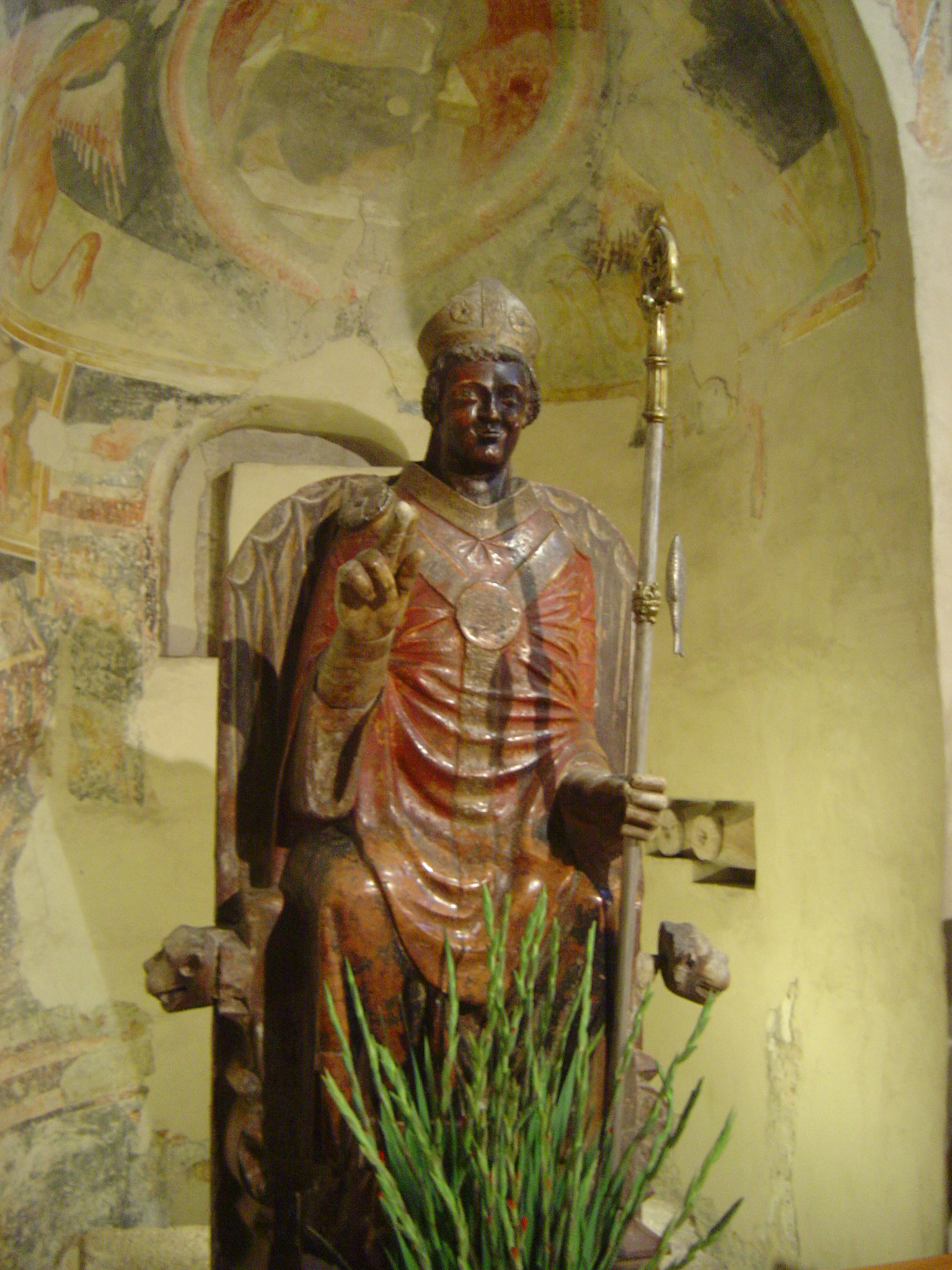
Святий Зенон з посмішкою, мармурова статуя у пресбітерії

### Церква святого Прокулуса

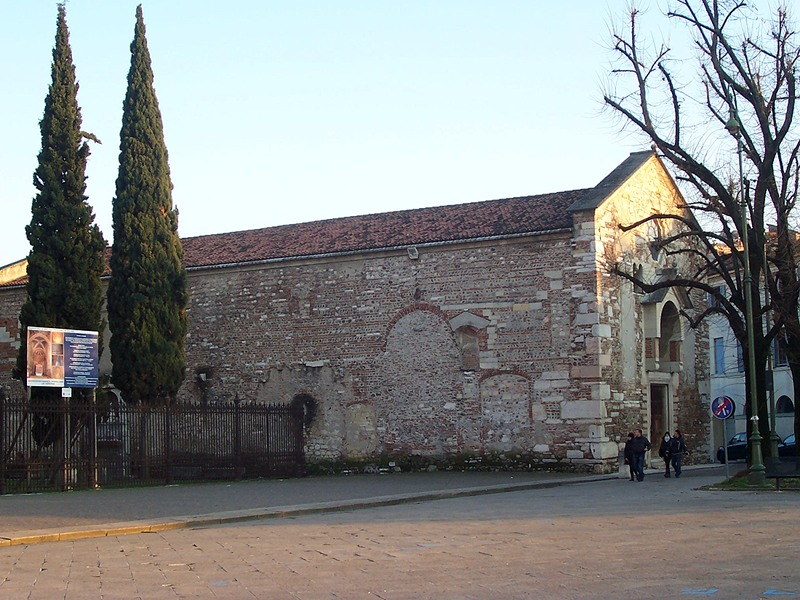
Церква святого Прокулуса

До базиліки приєднана маленька церква, в якій зберігаються мощі святого Прокулуса (італ. San Procolo), четвертого єпископа Веронського. Церква датується 6-м чи 7-м сторіччям, коли вона була зведена на християнському римському некрополі навпроти Віа Галліка, за легендою — над місцем поховання святого. Однак вона вперше згадується лише 845 року. Після землетрусу 1117 року церква була повністю перебудована. В церкві можна побачити фрески різних століть, у тому числі «Таємна вечеря» та «Святий Блейз зцілює хворих» роботи Джорджіо Ансельмі. Фасад 12-го сторіччя має невеликий притвор та два вікна, розділених середником. Церква має спільну наву з криптою, яка є залишком початкової палеохристиянської будівлі. Крипта має наву та два нефа.

### Абатство

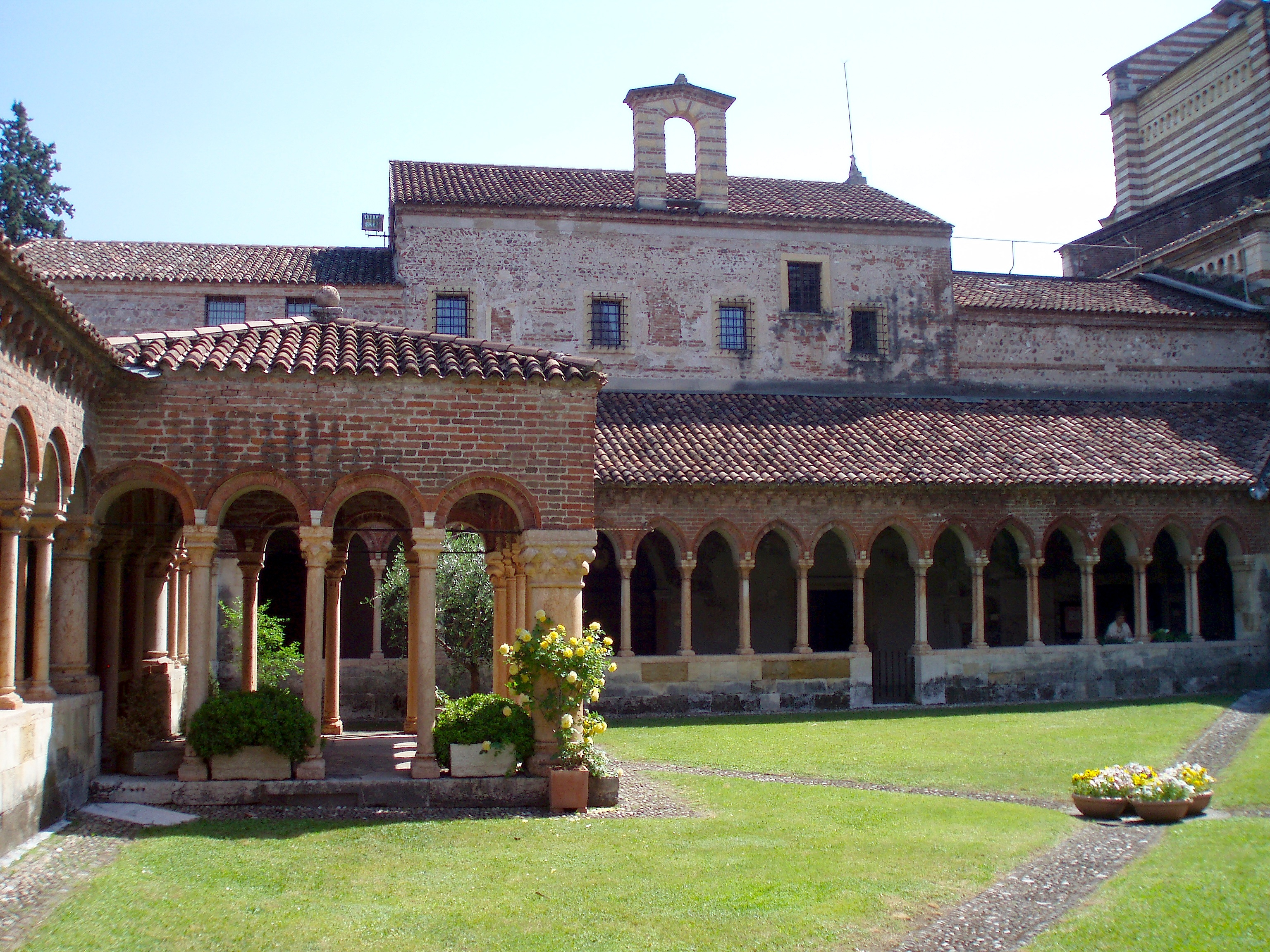
Клуатр базиліки

До базиліки приєднано абатство, яке було утворено у 9-му сторіччі на основі монастиря, що існував до того. Довгий час абатство було офіційною резиденцією імператорів Священної Римської імперії у Вероні.
Оригінальне абатство було зруйновано в часи Наполеонівських війн — від нього лишились лише велика цегляна вежа та клуатр. Реставрація 1980-х років відкрила фрески 12-15-х сторіч.